# La cura (film)
La cura è un film drammatico italiano del 2022 diretto da Francesco Patierno.
La pellicola è liberamente ispirata al romanzo La peste di Albert Camus.

## Trama
In una Napoli in pieno lockdown si intrecciano le vicende di vari personaggi, medici, volontari, funzionari pubblici, commercianti, comuni cittadini e una troupe cinematografica che sta girando un film sulla peste.

## Distribuzione
Il film è stato presentato il 14 ottobre 2022 in concorso nella sezione "Progressive Cinema" della Festa del Cinema di Roma 2022.